# Gastrotheca
Gastrotheca, tidigare huvudsakligen kallade Nototrema (Fickgrodor) är ett släkte av groddjur. Gastrotheca ingår i familjen Hemiphractidae.

## Dottertaxa tillGastrotheca, i alfabetisk ordning[1]
- Gastrotheca abdita
- Gastrotheca albolineata
- Gastrotheca andaquiensis
- Gastrotheca angustifrons
- Gastrotheca antomia
- Gastrotheca argenteovirens
- Gastrotheca atympana
- Gastrotheca aureomaculata
- Gastrotheca bufona
- Gastrotheca carinaceps
- Gastrotheca christiani
- Gastrotheca chrysosticta
- Gastrotheca cornuta
- Gastrotheca dendronastes
- Gastrotheca dunni
- Gastrotheca ernestoi
- Gastrotheca espeletia
- Gastrotheca excubitor
- Gastrotheca fissipes
- Gastrotheca flamma
- Gastrotheca fulvorufa
- Gastrotheca galeata
- Gastrotheca gracilis
- Gastrotheca griswoldi
- Gastrotheca guentheri
- Gastrotheca helenae
- Gastrotheca lateonota
- Gastrotheca lauzuricae
- Gastrotheca litonedis
- Gastrotheca longipes
- Gastrotheca marsupiata
- Gastrotheca microdiscus
- Gastrotheca monticola
- Gastrotheca nicefori
- Gastrotheca ochoai
- Gastrotheca orophylax
- Gastrotheca ossilaginis
- Gastrotheca ovifera
- Gastrotheca pacchamama
- Gastrotheca peruana
- Gastrotheca phalarosa
- Gastrotheca piperata
- Gastrotheca plumbea
- Gastrotheca pseustes
- Gastrotheca psychrophila
- Gastrotheca pulchra
- Gastrotheca rebeccae
- Gastrotheca riobambae
- Gastrotheca ruizi
- Gastrotheca splendens
- Gastrotheca stictopleura
- Gastrotheca testudinea
- Gastrotheca trachyceps
- Gastrotheca walkeri
- Gastrotheca weinlandii
- Gastrotheca williamsoni
- Gastrotheca zeugocystis